# Akshaya Tritiya
L'Akshaya Tritiya, aussi appelé Akti ou Akha Teej, est un festival annuel de printemps hindou et jaïn. Il tombe le troisième tithi (jour lunaire) de la moitié lumineuse (Shukla Paksha, de la nouvelle lune à la pleine lune) du mois de Vaisakha. Il est observé à l'échelle régionale comme un jour de bon augure par les hindous et les jaïns en Inde et au Népal,, car il signifie le « troisième jour de prospérité sans fin » .
La date du festival, en avril ou mai du calendrier grégogien, varie et est fixée selon le calendrier hindou luni-solaire.

## Étymologie
En sanskrit, le mot akshaya (अक्षय्य) signifie « jamais décroissant », ce qui s'interprète par « prospérité, espoir, joie, succès ». Tritiya se traduit par « troisième phase de la lune »,. Il tire son nom du troisième jour lunaire du mois de printemps de Vaisakha dans le calendrier hindou, moment où il est observé.

## Dans la tradition hindoue

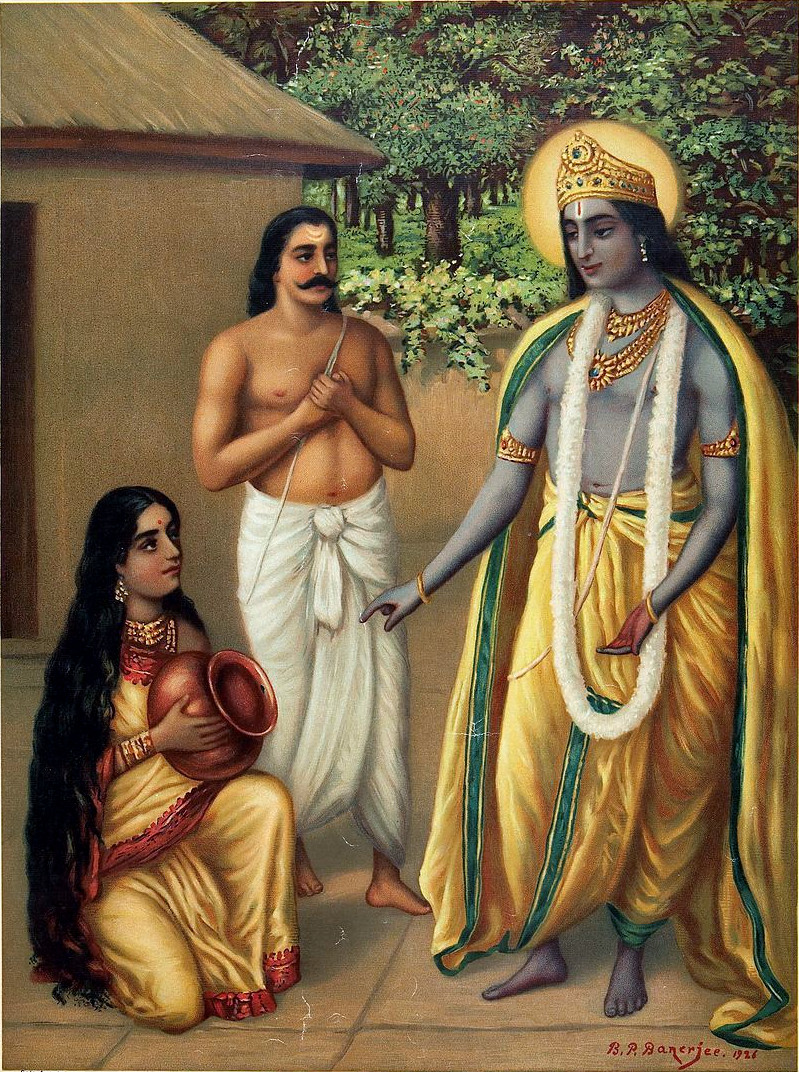
Krishna présente Draupadi avec Akshaya Patra pendant Akshaya Tritiya pendant l'exil des Pandavas dans la forêt.

Cette journée est considérée comme propice par les hindous et les jaïns dans plusieurs régions indiennes pour de nouvelles entreprises, des mariages, des investissements coûteux tels que de l'or ou d'autres biens et tout nouveau départ. C'est aussi une journée de souvenir pour les proches décédés . Les femmes, mariées ou non, prient pendant cette journée pour les hommes qui comptent pour elles, notamment leurs futurs fiancés. Après les prières, les pratiquants distribuent des germes de gram (germes), des fruits frais et des  confiseries indiennes ,.Ce festival est considéré comme d'autant plus propice qu'il tombe un lundi (Rohini) . Le jeûne, la charité et l'aide à autrui appartient à cette fête.

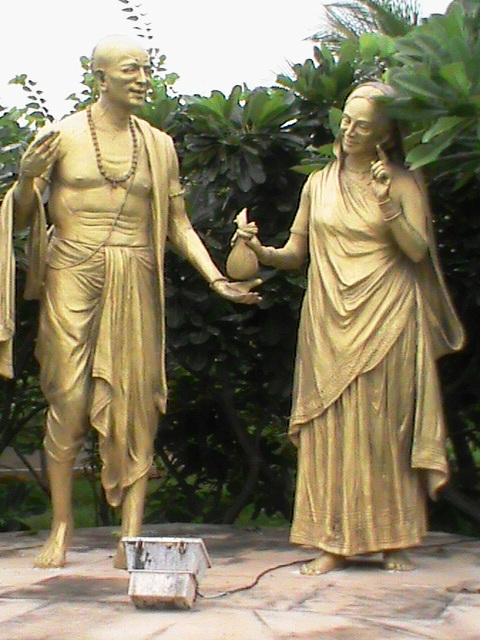
Temple de Sudama et de Sandipani Shri Hari Mandir à Porbandar.

La légende de la présentation de l'Akshaya Patra (bol sacré) à Draupadi par le Seigneur Krishna lors de la visite de nombreux saints invités, dont le sage Durvasa, prend une place importante dans le cadre de cette fête, et lui donne son nom. Pendant leur exil dans la forêt, les princes Pandava étaient affamés à cause du manque de nourriture, et leur épouse Draupadi en était peinée car elle ne pouvait pas offrir l'hospitalité habituelle à leurs invités. Yudhishthira, aîné des Pandava, pria le Seigneur Surya, qui lui donna un bol restant plein jusqu'à ce que Draupadi ait servi tous leurs invités. Lors de la visite du sage Durvasa, le Seigneur Krishna fit en sorte que ce bol puisse toujours se remplir de nourriture, même pour rassasier le monde entier.
Akshaya Tritiya est considéré par les hindous comme l'anniversaire de Parasurama, sixième avatar de Vishnu, vénéré dans les temples Vaishnava. Ceux qui l'observent en l'honneur de Parasurama peuvent nommer ce festival Parasurama Jayanti . Alternativement, certains concentrent leur vénération sur Vasudeva (Krishna), le huitième avatar de Vishnu.
Selon une légende, Veda Vyasa récita l'épopée hindoue Mahabharata à Ganesh sur Akshaya Tritiya. Un autre mythe dit que le Gange descendit sur terre ce jour-là . Les temples Yamunotri et Gangotri sont ouverts à l'occasion propice d'Akshaya Tritiya lors du pèlerinage de Chota Char Dham après avoir été fermés pendant les hivers chargés de neige dans les régions himalayennes. Les temples sont ouverts lors d' Abhijit Muhurat d'Akshaya Tritya.

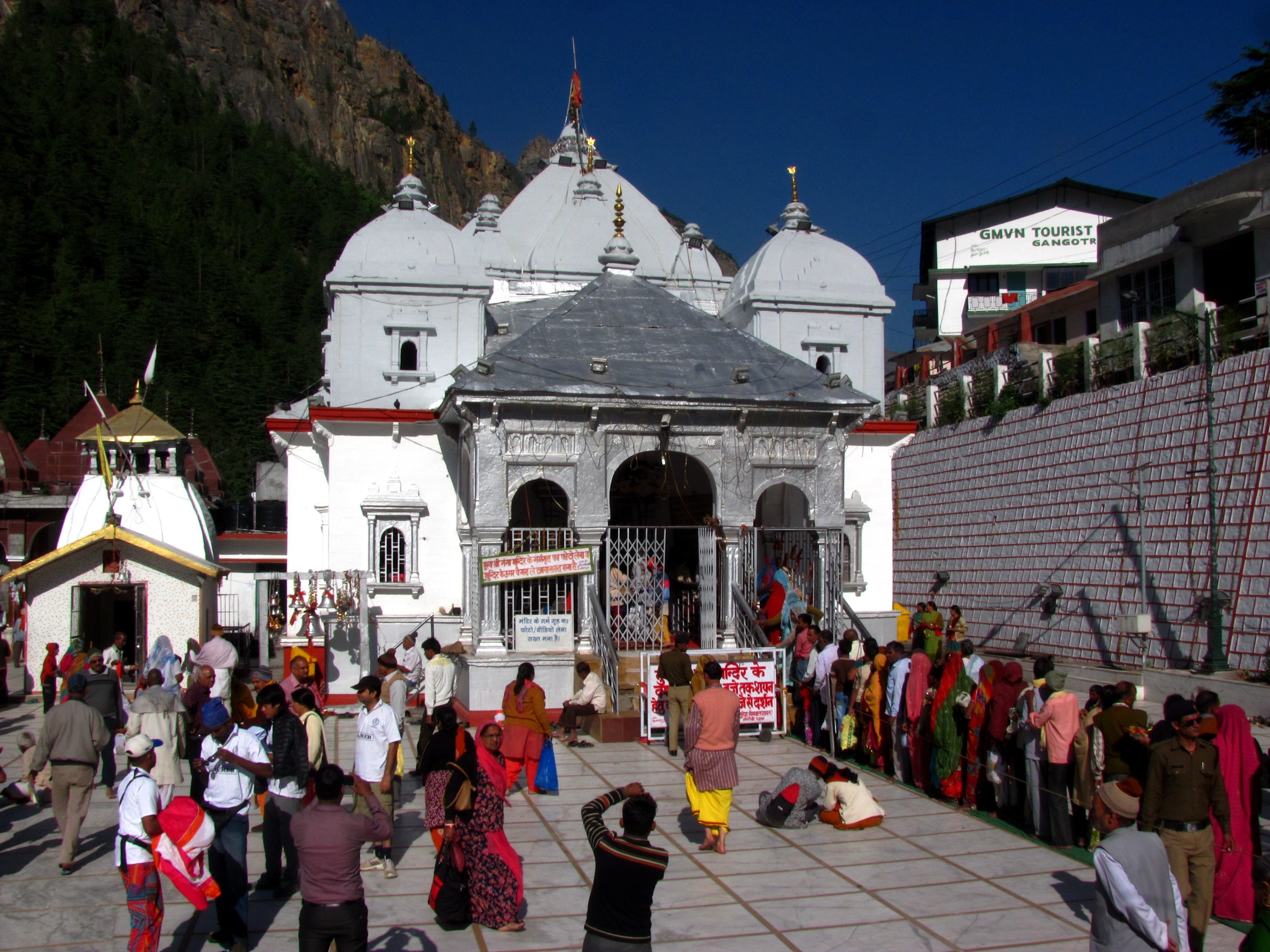
Les temples Yamunotri et Gangotri sont ouverts à l'occasion propice d'Akshaya Tritiya.

Un autre événement important dont on raconte qu'il eut lieu ce jour-là est la visite de Sudama à son ami d'enfance, le Seigneur Krishna à Dwarka, lorsqu'il  reçut une richesse illimitée en guise de bénédiction.
En outre, c'est ce jour que Kubera devint dieu de la richesse,.
Dans l'État d'Odisha, Akshaya Tritiya est célébré au début des semis de riz paddy pour la saison Kharif qui s'ensuit. La journée commence par un culte rituel de la Terre-mère, des bœufs, des équipements agricoles traditionnels et des semences par les agriculteurs dans le but de recevoir les bénédictions d'une bonne récolte. Après avoir labouré les champs, les paysans sèment des graines de riz en guise de début symbolique de la plus importante culture Kharif de l'État. Ce rituel, intitulé Akhi Muthi Anukula (Akhi- Akshaya Tritiya ; Muthi- poignée de paddy ; Anukula- commencement ou inauguration), est célébré en grande pompe dans tout cet État. Pendant l'époque contemporaine, cet événement gagne en visibilité en raison des programmes cérémoniels d'Akhi Muthi Anukula organisés par les organisations d'agriculteurs et les partis politiques. La construction de chars pour les festivités de Ratha Yatra du temple de Jagannath commence aussi ce jour-là à Puri,,.
Dans les États de Telangana et d'Andhra Pradesh où le tegulu est parlé, le festival est associé à la prospérité, et les femmes achètent de l'or et des bijoux . Le temple Simhachalam observe des rituels festifs spéciaux ce jour-là. La divinité principale du temple est recouverte de pâte de bois de santal pendant le reste de l'année : ce jour-là, l'idole est découverte. L'affichage de la forme réelle ou Nija Roopa Darsanam se produit ce jour-là .

## Dans la tradition jaïne

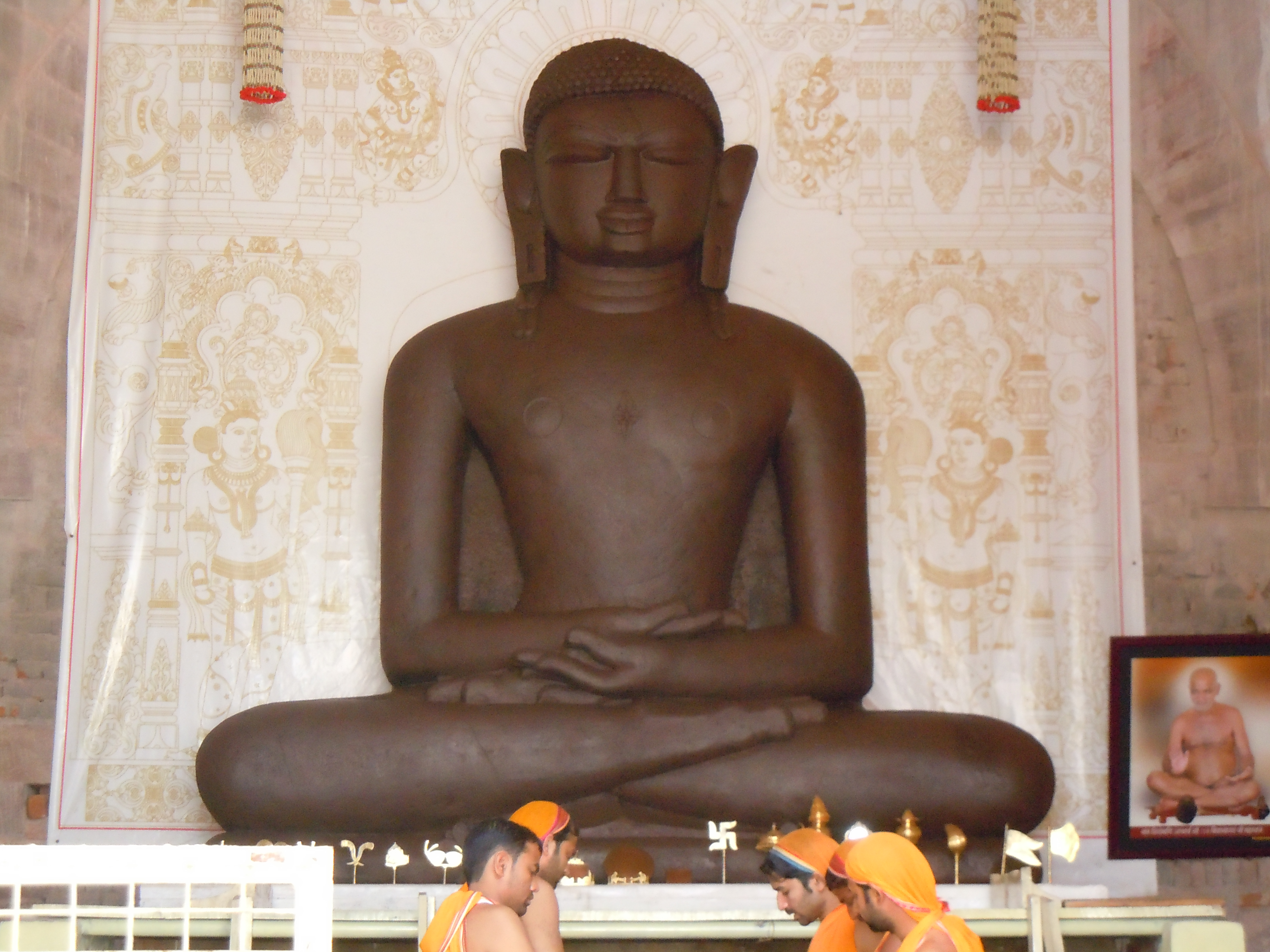
Le seigneur Rishabhdev, qui aurait vécu il y a plus d'un million d'années, est considéré comme le fondateur de la philosophie jaïne

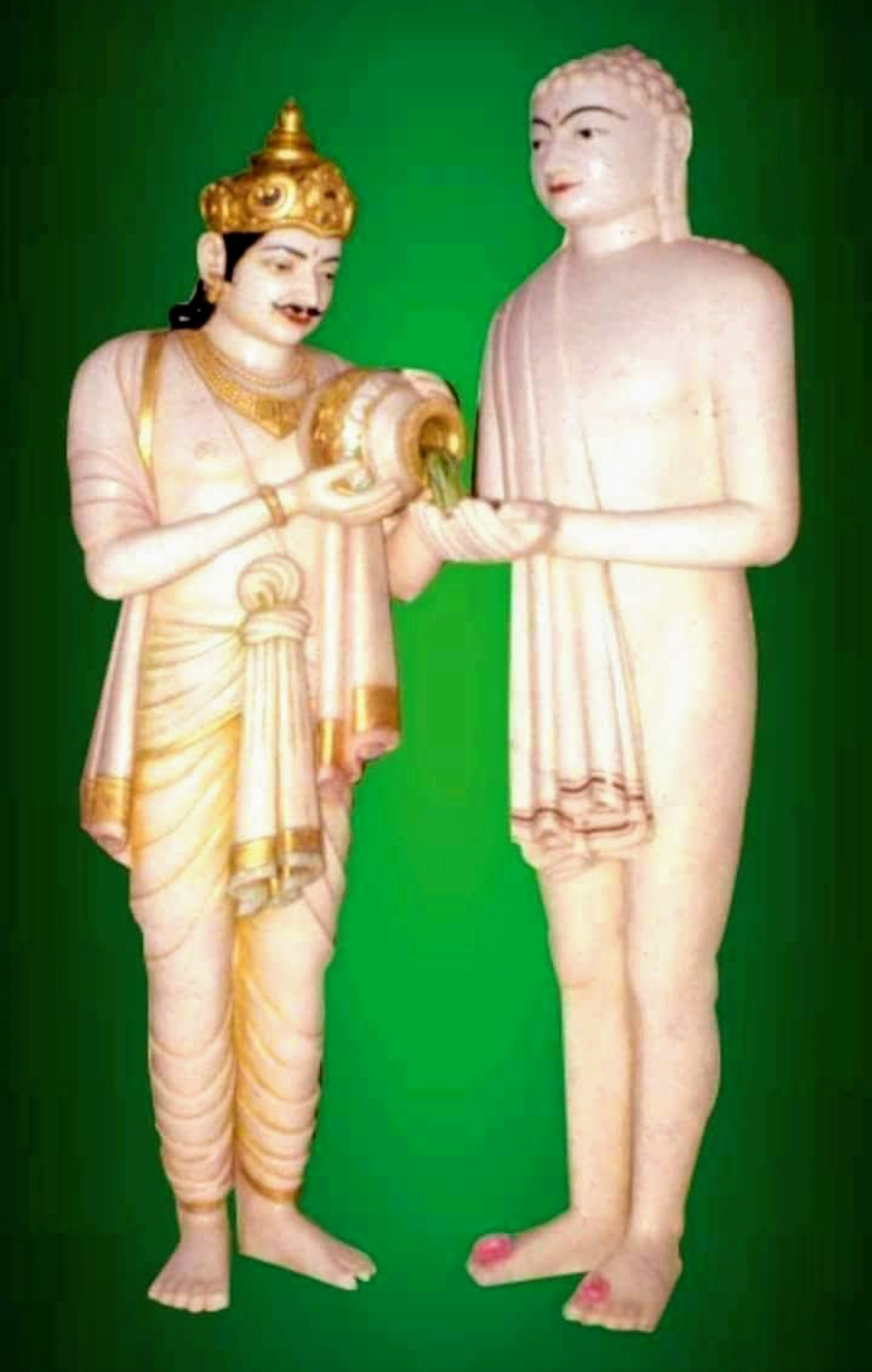
Le roi Shreyans offre du jus de canne à sucre à Rishabhanatha

Dans le jaïnisme, Akshaya Tritiya commémore le premier Tirthankara (Seigneur Rishabhdev), mettant fin à sa pratique ascétique d'un an en consommant du jus de canne à sucre versé dans ses mains en coupe. Certains jaïns nomment le festival Varshi Tapa . Les jaïns observent jeûne et austérités ascétiques, notamment sur les lieux de pèlerinage comme Palitana (dans l'État de Gujarat) .
Ce jour-là, ceux qui observent le jeûne alternatif d'un an connu sous le nom de varshi-tap closent leur tapasya en pratiquant le parana (consommation du jus de canne à sucre) .